# Gniewosław
Gniewosław – imię męskie złożone z członów  Gniew- ("gniew") i -sław ("sława"), nienotowane w staropolskich źródłach.
W 1994 roku imię to nosiło 19 mężczyzn w Polsce.